# Frl. Menke

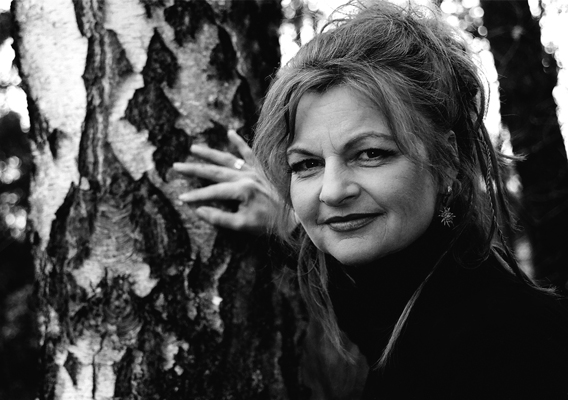
Frl. Menke (2008)

Frl. Menke (* 4. November 1960 in Hamburg; eigentlich Franziska Menke) ist eine deutsche Sängerin. Ihre größten Erfolge hatte sie zu Beginn der 1980er Jahre als Teil der Neuen Deutschen Welle (NDW).

## Privatleben
Menke ist die Tochter des 2001 verstorbenen Produzenten der Country-Band Truck Stop, Joe Menke. Ihre Mutter Karin Menke war Sängerin im Chor von Bert Kaempfert. Franziska Menke wuchs in Maschen auf und absolvierte die Mittlere Reife. Mit 18 Jahren zog sie nach Berlin.
1986 brachte sie eine Tochter und 1989 einen Sohn zur Welt. Die Kinder stammen aus einer Ehe, die 1997/98 geschieden wurde. 2023 zog sie von Hamburg ins spanische Almuñécar.

## Karriere

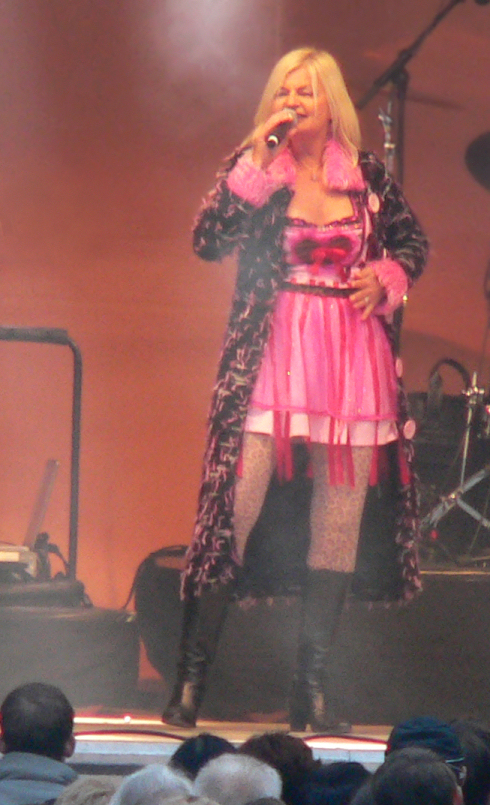
Auftritt von Frl. Menke, 2014

### 1980er Jahre
Im Mai 1980 nahm sie ihre erste Single Wie du bist auf, die sich am damals aktuellen Disco-Sound orientierte.
Zwei Jahre später gelang ihr der Durchbruch, als sie zurück in Hamburg mit ihrem Produzenten Harry Gutowski als Frl. Menke eigene Titel schrieb. Im Mai 1982 erschien bei Polydor die Single Hohe Berge. Passend zum Lied wurde bei ihren Auftritten ein auf New Wave getrimmtes Dirndl zu ihrem Markenzeichen. Mit diesem Lied erreichte Frl. Menke die Top 10 der deutschen Singlecharts und gehörte zu den ersten Künstlern der Neuen Deutschen Welle, die in die ZDF-Hitparade eingeladen wurden.
Auch die Nachfolgesingle Traumboy erreichte die deutschen Charts und Frl. Menke wurde wieder in die ZDF-Hitparade eingeladen. Während der Proben gab es heftige Diskussionen bezüglich Menkes Outfit. Sie hatte sich für den Auftritt ein Hochzeitskleid mit passendem Schleier schneidern lassen. Die Betreuer der Hitparade waren über dieses Outfit empört (es handle sich schließlich um eine Familiensendung, in der die Institution der Ehe nicht verunglimpft werden könne) und instruierten die Sängerin, ohne Schleier aufzutreten. Während der Live-Sendung holte Frl. Menke jedoch den Schleier, den sie im Tüllkleid versteckt hatte, hervor und setzte ihn sich auf. Auch die Geste, mit der sie während der Zeile „ich schieb parfümierte Briefe unter deine Tür“ einen Brief aus ihrem Dekolleté zauberte, wurde missbilligt.
Von den Lesern der Zeitschrift Bravo wurde Frl. Menke 1982 zu einer der zehn beliebtesten Sängerinnen des Jahres gewählt.
Im Jahr 1983 erschien die Single Tretboot in Seenot, wiederum von dem Gespann Menke/Gutowski. Sie erreichte Platz 24 der deutschen Charts. Mit dem Abebben der Neuen Deutschen Welle ließ auch der Erfolg von Frl. Menke nach. Zwei weitere Singles aus den Jahren 1983 und 1984 verfehlten die Charts.
Ende der 1980er und Anfang der 1990er Jahre verdiente sie ihr Geld vor allem mit dem Komponieren von Werbemusik, unter anderem für Berentzen („Komm zu uns, komm rauf aufs Land…“ auf die Melodie von Gaudeamus igitur).

### 1990er Jahre
1991 erschien ein von Masterboy produzierter Remix ihres ersten Hits. Im Jahr darauf versuchte Franziska Menke mit dem Album Ich will’s gefährlich (wieder von Harry Gutowski produziert) ein Comeback, aus dem ein kleinerer Radio-Hit Ich hol doch keine Brötchen entstand. 1998 wurde ihr Debüt-Album unter dem Namen Hohe Berge als CD veröffentlicht, zusammen mit Bonus-Tracks, Maxi-Versionen und allen B-Seiten, darunter auch das von Joachim Witt geschriebene Fürstenhochzeit im Exil.
Nach der politischen Wende gab es in den neuen Bundesländern ein großes Interesse an den Künstlern der Neuen Deutschen Welle, sodass Menke häufig zusammen mit Geier Sturzflug, Markus, Peter Schilling und Joachim Witt bei Revival-Konzerten auftrat.
Ab den 1990er Jahren schrieb Franziska Menke neben ihren eigenen Liedern auch öfters für andere Künstler, wie zum Beispiel für Mary Roos, Truck Stop oder Domenica.

### 2000er Jahre
Ab dem Jahr 2000 spielte Menke des Öfteren in Theater-Produktionen mit. Zunächst ging sie 2000 mit dem Theaterstück Let’s Twist auf Deutschland-Tour. Im Jahr 2004 trat sie in Richys Traum im Hamburger Delphi Showpalast auf. Dort spielte sie auch von April 2005 bis April 2006 im Theaterstück Sternenhimmel an der Seite des Ex-Trio-Drummers Peter Behrens die weibliche Hauptrolle.
Im Juli 2005 veröffentlichte Frl. Menke ein neues Album, Einwandfrei, das sie bei dem Indie-Label ihres alten NDW-Kollegen Harry Gutowski veröffentlichte und unter anderem auch über ihre Internetseite vermarktete.

### 2010er Jahre
RTL nannte sie in der Chart-Show eine der 40 erfolgreichsten Sängerinnen Deutschlands.
Im Juli 2016 erschien ein Song mit ihr und mit der Rap-Gruppe Mahonie Records namens Das Leben ist ein Ponyhof, dessen Video auf YouTube innerhalb weniger Tage im Rahmen eines Rap-Contests fast eine halbe Million Klicks erreichte.
Im Januar 2017 nahm sie an der 11. Staffel von Ich bin ein Star – Holt mich hier raus! teil und verließ als erste das Camp. Die Bildzeitung nannte sie daher eine der Gewinnerinnen der Staffel, da sie somit einen „maximalen Gewinn mit minimalem Aufwand“ hatte. Sie konnte so die vollständige Gage behalten und „auf Kosten von RTL ein entspanntes Luxus-Leben im Hotel genießen“.
2020 beteiligte sie sich an den Demonstrationen gegen die Corona-Politik.

## Diskografie

### Alben
- 1982: Frl. Menke (Polydor – als LP, MC) (CD-Veröffentlichung unter dem Titel Hohe Berge 1998)
- 1992: Ich will’s gefährlich, als Franziska Menke (Metronome – als CD)
- 2005: Einwandfrei (gumAudio – als CD)
- 2017: My Star (DA Music – erstes Best-of-Album)

### Singles
- Wie du bist (1980), als Franziska Menke
- Hohe Berge (1982)
- Traumboy (1982)
- Tretboot in Seenot (1983)
- Messeglück in Düsseldorf (1983)
- …die ganze Nacht (1984), als Franziska Menke
- Hohe Berge (Remix) (1991)
- Ich will’s gefährlich (1992), als Franziska Menke
- Ich hol doch keine Brötchen (1993), als Franziska Menke
- Himmel (1993), als Franziska Menke
- Frau neben mir (1994), als Franziska Menke
- Du bist nicht hier (2007), zusammen mit der Band GAS[10]
- Freunde (2010), als Franzi Menke
- Das Leben ist ein Ponyhof (2016), Mahonie Records feat. Frl. Menke